# Daniel B. Cathcart
Pour les articles homonymes, voir Cathcart.
Daniel B. Cathcart (né le 8 décembre 1906 en Idaho, mort le 23 janvier 1959 à Los Angeles) est un directeur artistique américain. Il a été nommé à deux reprises aux Oscars dans la catégorie meilleure direction artistique.

## Filmographie
- 1943 : La Parade aux étoiles de George Sidney
- 1944 : Kismet de William Dieterle
- 1950 : Années de jeunesse (The Happy Years) de William A. Wellman
- 1950 : J'ai trois amours (Please Believe Me) de Norman Taurog
- 1952 : Des jupons à l'horizon (Skirts Ahoy!) de Sidney Lanfield
- 1954 : Tennessee Champ de Fred M. Wilcox